# Casaloldo
Casaloldo é uma comuna italiana da região da Lombardia, província de Mântua, com cerca de 2.172 habitantes. Estende-se por uma área de 16 km², tendo uma densidade populacional de 136 hab/km². Faz fronteira com Asola, Castel Goffredo, Ceresara, Piubega.

## Demografia
| Variação demográfica do município entre 1861 e 2011                               |
|                                                                                   |
| Fonte: Istituto Nazionale di Statistica (ISTAT) - Elaboração gráfica da Wikipedia |